# Ernest Dominique François Joseph Duquesnoy
Ernest Dominique François Joseph Duquesnoy (ur. 17 maja 1749 w Bouvigny-Boyeffles – zm. 17 czerwca 1795 w Paryżu) -  francuski rewolucjonista.

## Życiorys
Duquesnoy był synem rolnika. Przez pewien czas służył w stopniu szeregowego w formacji dragonów. Później (w początkowym okresie rewolucji francuskiej) zajął się rolnictwem oraz wychowywaniem swej licznej rodziny. Wybrano go na posła do Legislatywy z regionu Pas-de-Calais, a później - do Konwentu Narodowego. Podczas procesu Ludwika XVI opowiadał się za karą śmierci dla króla bez możliwości odwołania od wyroku ani odroczenia jego wykonania.
Pogróżkami przymusił innego posła, Bolleta, by głosował tak samo. Duquesnoy brał udział w licznych misjach w departamencie Nord w charakterze komisarza Konwentu (Représentant en mission) i dlatego nie uczestniczył w walce pomiędzy Górą a żyrondystami. Wraz z Carnotem został wysłany do Dunkierki. Odznaczył się odwagą w bitwie pod Wattignies, gdzie poprowadził szarżę przeciwko oddziałom austriackim. Bez skrupułów rozprawiał się z niekompetentnymi generałami, dymisjonując m.in. Chancela i Gratiena. Jacques-René Hébert oskarżał Duquesnoya o sabotowanie działań wojennych generała Jourdana i nadużywanie własnego stanowiska w celu umieszczenia własnego brata na czele armii (nepotyzm). Duquesnoy został wzięty w obronę przez Robespierre'a i nie miał problemów z udowodnieniem swojej niewinności.
Według komisarza Nicolasa Hentza, Duquesnoy podczas swojej misji w departamencie Nord, a później także w Mozeli zapomniał o etosie reprezentanta Konwentu i zachowywał się bardzo despotycznie. Odwołany do Paryża w dniu 10 sierpnia 1794 roku, Duquesnoy doprowadził do wykluczenia Talliena z klubu jakobinów oraz przyczynił się do triumfu Carnota nad Guffroyem. Guffroy wniósł skargę do Komitetu Bezpieczeństwa Powszechnego, wskutek czego Duquesnoy został oskarżony o udział w kierowaniu rewoltą z prairiala roku III (20 maja 1795 według kalendarza gregoriańskiego) przeciwko termidoriańskiemu Konwentowi. Proces zakończył się dla niego wyrokiem śmierci pomimo zeznań jego przyjaciół. Przed egzekucją Duquesnoy popełnił samobójstwo poprzez postrzał z pistoletu w łaźni dla skazańców. Wcześniej zdążył napisać do żony list, zawierający wyznanie:

Znasz moje serce; ono zawsze było czyste. Umieram godny ciebie i mojego kraju, za którego bezpieczeństwo i rewolucyjne zasady nigdy nie przestałem walczyć.